# Grand Prix de Peymeinade
Le Grand Prix de Peymeinade est une course cycliste française disputée à Peymeinade, dans le département des Alpes-Maritimes. Durant son existence, cette épreuve est organisée en début de saison, tout comme bon nombre de grands prix azuréens aujourd'hui disparus. Elle est ouverte aux professionnels entre 1976 et 1985, puis réservée aux amateurs à partir de 1986. 
La dernière édition se déroule en 2009. 

## Palmarès
| Année | Vainqueur           | Deuxième               | Troisième            |
| ----- | ------------------- | ---------------------- | -------------------- |
| 1976  | Jean-Luc Molinéris  | Antoine Gutierrez      | Gerard Vianen        |
| 1977  | Jos Jacobs          | Sean Kelly             | Gérard Moneyron      |
| 1978  | Jacques Esclassan   | Jacques Bossis         | Leo van Vliet        |
| 1979  | Régis Delépine      | Roger Rosiers          | Dirk Heirweg         |
| 1980  | Patrick Bonnet      | Gerrie van Gerwen (nl) | Guido Van Calster    |
| 1981  | Jacques Bossis      | Jean-Luc Vandenbroucke | Eddy Planckaert      |
| 1982  | Francis Castaing    | Eddy Planckaert        | Éric Bonnet          |
| 1983  | Eddy Planckaert     | Luc Colijn             | Adri van der Poel    |
| 1984  | Pas organisé        | Pas organisé           | Pas organisé         |
| 1985  | Dag Otto Lauritzen  | Leo Wellens            | Pierre Bazzo         |
| 1986  | Denis Tréol         | Claude Carlin          | Marc Le Bot          |
| 1987  | Fabrice Julien      | Christophe Manin       | Éric Chanton         |
| 1988  | Mark Elliott        | Richard Virenque       | Peter Attard         |
| 1989  | Christophe Capelle  | Laurent Eudeline       | Thierry Dupuy        |
| 1990  | Jean-Michel Lance   | Richard Vivien         | Jean-Paul Garde      |
| 1991  | Philippe Trastour   | Michel Bonnet          | Jean-Michel Lance    |
| 1992  | René Taillandier    | Niklas Axelsson        | Fabrice Julien       |
| 1993  | Rémy Quinton        | Gérard Bigot           | Serge Breton         |
| 1994  | Olivier Asmaker     | Steffen Blochwitz      | Frédéric Mainguenaud |
| 1995  | Anthony Morin       | Jeremy Hunt            | Éric Salvetat        |
| 1996  | Frédéric Delalande  | David Moncoutié        | Jérôme Simon         |
| 1997  | Pas organisé        | Pas organisé           | Pas organisé         |
| 1998  | Lennie Kristensen   | José Medina            | Éric Salvetat        |
| 1999  | Ludovic Martin      | José Medina            | Hervé Arsac          |
| 2000  | Grégory Vollet      | Samuel Bonnet          | Kim Van Dyck         |
| 2001  | Éric Leblacher      | Renaud Dion            | Marc Thévenin        |
| 2002  | Tommy Evans (en)    | Stéphane Auroux        | Fabien Sanchez       |
| 2003  | John Nilsson        | Olivier Martinez       | Philip Deignan       |
| 2004  | Guillaume Lejeune   | Martial Ricci Poggi    | Thijs Zonneveld (nl) |
| 2005  | Bartosz Kolendo     | Thierry David          | Rémi Pauriol         |
| 2006  | Maxime Bouet        | Florian Courrège       | Julien El Farès      |
| 2007  | Julien Antomarchi   | Loïc Herbreteau        | Ruslan Sambris       |
| 2008  | Evaldas Šiškevičius | Thomas Rostollan       | David Tanner         |
| 2009  | Sylvain Georges     | Thomas Lebas           | Herberts Pudans      |